# Ryo Hozumi
Ryo Hozumi (穂積 諒 Hozumi Ryo?, nacido el 30 de mayo de 1994 en Chiba) es un futbolista japonés que juega como defensa.
En 2017, Hozumi se unió al Vanraure Hachinohe.

## Trayectoria

### Clubes
| Club               | País  | Año    |
| ------------------ | ----- | ------ |
| Vanraure Hachinohe | Japón | 2017 - |

## Estadística de carrera

### J. League
| Club               | Año   | J. League | J. League | Copa J. League | Copa J. League | Total | Total |
| Club               | Año   | Part.     | Goles     | Part.          | Goles          | Part. | Goles |
| ------------------ | ----- | --------- | --------- | -------------- | -------------- | ----- | ----- |
| Vanraure Hachinohe | 2019  | 18        | 0         | -              | -              | 18    | 0     |
| Total              | Total | 18        | 0         | 0              | 0              | 18    | 0     |